# Sophie Schulz (Politikerin)
Sophie Schulz (* 23. Mai 1905 als Sophie Rotteneder; † 24. April 1975 in Baden) war eine österreichische Politikerin (ÖVP) und Hausfrau. Schulz war von 1959 bis 1964 Abgeordnete zum Landtag von Niederösterreich.
Schulz war bereits in der Zwischenkriegszeit für die Christlichsoziale Partei aktiv und wurde 1950 Gemeinderätin in Baden. Zwischen 1955 und 1965 war sie Stadträtin, zudem vertrat sie die ÖVP vom 5. November 1959 bis zum 19. November 1964 Abgeordnete zum Niederösterreichischen Landtag.